# Matej Tóth
Matej Tóth (ur. 10 lutego 1983 w Nitrze) – słowacki lekkoatleta specjalizujący się w chodzie sportowym, mistrz olimpijski z 2016 roku.
Na arenie międzynarodowej zadebiutował w 1999 zajmując ósme miejsce w mistrzostwach świata juniorów młodszych. W kolejnych sezonach był szósty na mistrzostwach Europy juniorów (2001) oraz szesnasty podczas mistrzostw świata juniorów (2002). Od 2003 do 2008 na międzynarodowych imprezach startował w chodzie na 20 kilometrów. W 2003 był szósty na młodzieżowym czempionacie Starego Kontynentu, a rok później zajął miejsce na początku czwartej dziesiątki w igrzysk olimpijskich w Atenach. Jako dwunasty minął linię mety mistrzostw globu w 2005. Był szósty na mistrzostwach Europy 2006. W 2007 zajął czternaste miejsce na mistrzostwach świata oraz zdobył brązowy medal (w chodzie na 20 000 metrów) podczas światowych igrzysk wojska. Na dwudziestym szóstym miejscu ukończył rywalizację podczas igrzysk olimpijskich w Pekinie. W czasie mistrzostw świata w 2009 wystartował w chodzie na 20 kilometrów oraz na dystansie 50 kilometrów zajmując odpowiednio ósme i dziesiąte miejsce. Na początku kolejnego sezonu wygrał rywalizację w chodzie na 50 kilometrów podczas pucharu świata. W głównej imprezie sezonu – mistrzostwach Europy – zajął szóste miejsce w chodzie na 20 kilometrów. W 2013 zajął 5. miejsce w chodzie na 50 kilometrów podczas mistrzostw świata w Moskwie, a rok później został wicemistrzem Europy na tym samym dystansie. W 2015 roku zajął pierwsze miejsce na mistrzostwach świata w Pekinie.
Wielokrotny medalista mistrzostw Słowacji oraz reprezentant kraju w pucharze Europy w chodzie oraz pucharze świata w chodzie.
Rekordy życiowe: chód na 20 km – 1:19:48 (22 marca 2014, Dudince); chód na 50 km – 3:34:38 (21 marca 2015, Dudince), wynik ten jest rekordem Słowacji.

## Nagrody i odznaczenia
- W 2015 roku otrzymał Krištáľové krídlo[1]
- W 2022 roku został odznaczony Orderem Ľudovíta Štúra II klasy[2]

## Osiągnięcia
| Rok  | Impreza                               | Miejsce              | Konkurencja      | Pozycja     | Wynik      |
| ---- | ------------------------------------- | -------------------- | ---------------- | ----------- | ---------- |
| 1999 | Mistrzostwa świata juniorów młodszych | Bydgoszcz            | chód na 10 000 m | 8. miejsce  | 46:49,33   |
| 2001 | Mistrzostwa Europy juniorów           | Grosseto             | chód na 10 000 m | 6. miejsce  | 44:14,72   |
| 2002 | Mistrzostwa świata juniorów           | Kingston             | chód na 10 000 m | 16. miejsce | 45:05,02   |
| 2003 | Puchar Europy w chodzie sportowym     | Czeboksary           | chód na 20 km    | 24. miejsce | 1:25:28    |
| 2003 | Młodzieżowe mistrzostwa Europy        | Bydgoszcz            | chód na 20 km    | 6. miejsce  | 1:25:59    |
| 2003 | Uniwersjada                           | Daegu                | chód na 20 km    | 10. miejsce | 1:27:51    |
| 2004 | Puchar świata w chodzie sportowym     | Naumburg             | chód na 20 km    | 54. miejsce | 1:26:59    |
| 2004 | Igrzyska olimpijskie                  | Ateny                | chód na 20 km    | 32. miejsce | 1:28:49    |
| 2005 | Puchar Europy w chodzie sportowym     | Miszkolc             | chód na 20 km    | 12. miejsce | 1:23:58    |
| 2005 | Mistrzostwa świata                    | Helsinki             | chód na 20 km    | 21. miejsce | 1:23:55    |
| 2005 | Uniwersjada                           | Izmir                | chód na 20 km    | 9. miejsce  | 1:28:58    |
| 2006 | Puchar świata w chodzie sportowym     | A Coruña             | chód na 20 km    | 46. miejsce | 1:26:30    |
| 2006 | Mistrzostwa Europy                    | Göteborg             | chód na 20 km    | 6. miejsce  | 1:21:39    |
| 2007 | Puchar Europy w chodzie sportowym     | Royal Leamington Spa | chód na 20 km    | 27. miejsce | 1:25:12    |
| 2007 | Mistrzostwa świata                    | Osaka                | chód na 20 km    | 14. miejsce | 1:25:57    |
| 2007 | Światowe igrzyska wojskowych          | Hajdarabad           | chód na 20 000 m | 3. miejsce  | 1:25:42,70 |
| 2008 | Puchar świata w chodzie sportowym     | Czeboksary           | chód na 20 km    | 26. miejsce | 1:23:17    |
| 2008 | Igrzyska olimpijskie                  | Pekin                | chód na 20 km    | 26. miejsce | 1:23:17    |
| 2009 | Puchar Europy w chodzie sportowym     | Metz                 | chód na 20 km    | 9. miejsce  | 1:27:29    |
| 2009 | Mistrzostwa świata                    | Berlin               | chód na 20 km    | 8. miejsce  | 1:21:13    |
| 2009 | Mistrzostwa świata                    | Berlin               | chód na 50 km    | 10. miejsce | 3:48:35    |
| 2010 | Puchar świata w chodzie sportowym     | Chihuahua            | chód na 50 km    | 1. miejsce  | 3:53:30    |
| 2010 | Mistrzostwa Europy                    | Barcelona            | chód na 20 km    | 6. miejsce  | 1:22:20    |
| 2011 | Puchar Europy w chodzie sportowym     | Olhão da Restauração | chód na 20 km    | 1. miejsce  | 1:23:53    |
| 2011 | Mistrzostwa świata                    | Daegu                | chód na 20 km    | 12. miejsce | 1:22:55    |
| 2011 | Mistrzostwa świata                    | Daegu                | chód na 50 km    | –           | DNF        |
| 2012 | Igrzyska olimpijskie                  | Londyn               | chód na 50 km    | 5. miejsce  | 3:41:24    |
| 2013 | Puchar Europy w chodzie sportowym     | Dudince              | chód na 20 km    | 3. miejsce  | 1:21:51    |
| 2013 | Mistrzostwa świata                    | Moskwa               | chód na 50 km    | 5. miejsce  | 3:41:07    |
| 2014 | Puchar świata w chodzie sportowym     | Taicang              | chód na 20 km    | 28. miejsce | 1:21:33    |
| 2014 | Mistrzostwa Europy                    | Zurych               | chód na 50 km    | 2. miejsce  | 3:36:21    |
| 2015 | Puchar Europy w chodzie sportowym     | Murcja               | chód na 20 km    | 2. miejsce  | 1:20:21    |
| 2015 | Mistrzostwa świata                    | Pekin                | chód na 50 km    | 1. miejsce  | 3:40:32    |
| 2016 | Igrzyska olimpijskie                  | Rio de Janeiro       | chód na 50 km    | 1. miejsce  | 3:40:58    |
| 2018 | Mistrzostwa Europy                    | Berlin               | chód na 50 km    | 2. miejsce  | 3:47:27    |
| 2019 | Mistrzostwa świata                    | Doha                 | chód na 50 km    | –           | DNF        |
| 2021 | Igrzyska olimpijskie                  | Tokio                | chód na 50 km    | 14. miejsce | 3:56:23    |